# Enver-paša
Ismail Enver-paša (1881. – 1922.) bio je osmanski general i političar.

## Karijera
Još kao mlad istaknuo se u borbi protiv makedonskih gerilaca tijekom koje se pridružio mladoturskom pokretu. Godine 1908. sudjelovao je u svrgnuću osmanskog sultana Abdula Hamida II., a već 1909. godine imenovan je vojnim atašeom u Berlinu.
U siječnju 1914. godine postao je brigadni general te ministar rata u kabinetu unitarista Saida Halim-paše. Osuvremenio je vojsku te se, postavši arbitrom vanjske politike svoje zemlje, zalagao za povezivanje s Njemačkom te ulaska Osmanskog Carstva u Prvi svjetski rat na strani Centralnih sila. Po ulasku u rat planirao je sjedinjavanje turskih naroda s područja Azije s Osmanskim Carstvom.
Nakon poraza pobjegao je u Berlin te je 1919. godine u odsutnosti osuđen na smrt. Od 1920. godine boravio je u SSSR-u te ondje namjeravao preuzeti vodstvo u Kemal-pašinom pokretu otpora u Maloj Aziji. Nakon određenih uspjeha ubijen je u jednoj vojnoj akciji Crvene armije.

## Privatni život
Oženio se u ožujku 1914. godine nećakinjom sultana Mehmeda V. Rešeda.